# Аргутян, Овсеп
Аргутя́н, Овсе́п («Ишхан», «Князь»), (1863—1925) — видный деятель армянского национально-освободительного движения. Потомок армянского княжеского рода Аргутянов (его ветвь — Аргутинские-Долгорукие), был школьным учителем в селении Джалал-оглы. Примкнул к национальному движению в конце 1880-х гг., войдя в общество «Молодая Армения» (иначе «Южные номера»), и в числе членов этого общества явившись одним из основателей партии Дашнакцутюн. Участник одной из наиболее крупных боевых акций дашнаков — Ханасорского похода 1897 г., в котором был заместителем командира (Вардана). После похода был по настоянию Турции арестован персидскими властями и как русский подданный передан России, сослан, но вскоре освобождён. Во время Первой мировой войны — командующий VII Армянским Добровольческим отрядом. Депутат парламента Первой Республики (1918—1920)